# Comuna Kõrgessaare
Kõrgessaare este o comună (vald) din Comitatul Hiiu, Estonia.
Comuna  are în componență 59 de localități (Kõrgessaare (Kõrgessaare), reședința comunei și 58 de sate).

## Localități componente

### Reședința
- Kõrgessaare (Kõrgessaare)

### Sate
- Heigi
- Heiste
- Heistesoo
- Hirmuste
- Hüti
- Isabella
- Jõeranna
- Jõesuu
- Kalana
- Kaleste
- Kanapeeksi
- Kauste
- Kidaste
- Kidsupe
- Kiivera
- Kodeste
- Koidma
- Kopa
- Kurisu
- Kõpu
- Laasi
- Lauka
- Lehtma
- Leigri
- Lilbi
- Luidja
- Malvaste
- Mangu
- Mardihansu
- Meelste
- Metsaküla
- Mudaste
- Mägipe
- Napi
- Nõme
- Ogandi
- Ojaküla
- Otste
- Palli
- Paope
- Pihla
- Poama
- Puski
- Reigi
- Risti
- Rootsi
- Sigala
- Suurepsi
- Suureranna
- Sülluste
- Tahkuna
- Tammistu
- Tiharu
- Viita
- Viitasoo
- Vilima
- Villamaa
- Ülendi